# Unreal (serie de televisión)
Unreal (estilizado como UnREAL) es una serie de televisión estadounidense creada por Marti Noxon y Sarah Gertrude Shapiro para la cadena Lifetime, inspirados en el cortometraje independiente Sequin Raze, dirigido por Shapiro. Se centra en una joven productora de telerrealidad presionada por su inescrupulosa jefa a hacer a un lado su integridad y hacer cualquier cosa que se necesite para reunir contenido salaz para su programa. Es protagonizada por Shiri Appleby y Constance Zimmer y fue estrenada el 1 de junio de 2015.
Unreal ha sido aclamado por la crítica, y fue recogido para una segunda temporada en julio de 2015, que se estrenó el 6 de junio de 2016. El 2 de junio de 2016, la serie se renovó por una tercera temporada que se estrenará el 27 de febrero de 2018. El 28 de julio de 2017, se anunció que Unreal se renovó para una cuarta temporada de 8 episodios.

## Argumento
La productora de telerrealidad Rachel Goldberg vuelve para una nueva temporada de Everlasting, un popular programa de citas, después de haber sufrido una épica crisis la temporada anterior. Con una reputación por reconstruir y con Quinn King, la exigente productora ejecutiva de la serie siguiendo muy de cerca sus pasos, Rachel debe sacar a la superficie la mejor de sus habilidades: la manipulación de los concursantes para crear el drama escandaloso que los espectadores de Everlasting esperan.

## Elenco principal
| Actor                  | Personaje       | Temporada | Temporada | Temporada | Temporada |
| Actor                  | Personaje       | 1         | 2         |           |           |
| ---------------------- | --------------- | --------- | --------- | --------- | --------- |
| Shiri Appleby          | Rachel Goldberg | Principal | Principal |           |           |
| Constance Zimmer       | Quinn King      | Principal | Principal |           |           |
| Craig Bierko           | Chet Wilton     | Principal | Principal |           |           |
| Josh Kelly             | Jeremy Carver   | Principal | Principal |           |           |
| Jeffrey Bowyer-Chapman | Jay             | Principal | Principal |           |           |
| Freddie Stroma         | Adam Cromwell   | Principal | Invitado  | Invitado  |           |
| Johanna Braddy         | Anna Martin     | Principal |           |           |           |
| Aline Elasmar          | Shia            | Principal |           |           |           |
| Nathalie Kelley        | Grace           | Principal |           |           |           |
| Ashley Scott           | Mary Newhouse   | Principal |           |           |           |
| Breeda Wool            | Faith           | Principal |           |           |           |
| B.J. Britt             | Darius Hill     |           | Principal |           |           |
| Monica Barbaro         | Yael            |           | Principal |           |           |
| Denée Benton           | Ruby            |           | Principal |           |           |
| Michael Rady           | Coleman         |           | Principal |           |           |
| Genttry White          | Romeo           |           | Principal |           |           |
| Christopher Cousins    | Gary            |           | Principal |           |           |
| Bruce Davison          | Randy           |           | Principal |           |           |
| Meagan Tandy           | Chantal         |           | Principal |           |           |
| Kim Matula             | Tiffany         |           | Principal |           |           |
| Lindsay Musil          | Beth Ann        |           | Principal |           |           |
| Monique Ganderton      | Brandi          |           | Principal |           |           |
| Jessica Sipos          | Hayley          |           | Principal |           |           |
| Elizabeth Whitmere     | Dominique       |           | Principal |           |           |
| Sunita Prasad          | London          |           | Principal |           |           |
| Karissa Tynes          | Jameson         |           | Principal |           |           |

## Episodios
| Temporada | Temporada | Episodios | Episodios | Emisión original      | Emisión original    | Emisión original |
| Temporada | Temporada | Episodios | Episodios | Primera emisión       | Última emisión      | Cadena           |
| --------- | --------- | --------- | --------- | --------------------- | ------------------- | ---------------- |
|           | 1         | 10        | 10        | 1 de junio de 2015    | 3 de agosto de 2015 | Lifetime         |
|           | 2         | 10        | 10        | 6 de junio de 2016    | 8 de agosto de 2016 | Lifetime         |
|           | 3         | 10        | 10        | 26 de febrero de 2018 | 23 de abril de 2018 | Lifetime         |
|           | 4         | 8         | 8         | 16 de julio de 2018   | 16 de julio de 2018 | Hulu             |

## Desarrollo

### Producción
El 30 de julio de 2013, Lifetime ordenó un piloto para Unreal, inspirado en el galardonado cortometraje independiente de Sarah Gertrude Shapiro Sequin Raze. Shapiro había trabajado anteriormente en el espectáculo de telerrealidad estadounidense The Bachelor. El piloto fue escrito por Marti Noxon y Shapiro, y dirigido por Peter O'Fallon. El 6 de febrero de 2014, Lifetime oficialmente dio luz verde a la serie, ordenando 10 episodios para la primera temporada. En marzo de 2015, se dio a conocer que la serie sería estrenada el 1 de junio de 2015. El 6 de julio de 2015, Unreal fue renovada para una segunda temporada de 10 episodios, que se estrenará en 2016. La segunda temporada continuará mostrando el espectáculo de ficción, Everlasting, con Quinn y Rachel regresando como personajes principales.

### Casting
En septiembre de 2013, Shiri Appleby fue el primer miembro de elenco en ser anunciada, siendo elegida para el papel principal de Rachel Goldberg, una joven productora en el reality de citas. Freddie Stroma fue el actor en integrarse al elenco de la serie en el papel de Adam Cromwell, el soltero inteligente y rico en la serie de citas. Poco después, Josh Kelly firmó para el papel de Jeremy, el exnovio de Rachel quien trabaja como camarógrafo en el reality. Breeda Lana fue seleccionada para interpretar a Faith, una de los concursantes en la serie. A principios de noviembre, Megyn Price, Nathalie Kelley y Johanna Braddy se unieron a la serie. Price firmó para interpretar el papel de Quinn King, una mujer controladora y productora ejecutiva de la serie; Kelley se unió en el papel de Grace, una diseñadora/modelo de eco-trajes de baño y concursante en la serie; mientras Braddy fue elegida como Anna, una fanática del control y abogada que también es una de las contendientes en la serie, quien padece bulimia. Más tarde, Ashley Scott fue elegida para dar vida a Mary, una madre soltera de una hija de 4 años de edad, quien se une a la serie con la esperanza de encontrar el amor. En junio de 2014, Price fue reemplazada por Constance Zimmer en el papel de Quinn. El 22 de julio de 2014 se anunció que Craig Bierko fue elegido como Chet, creador del reality. El 8 de agosto de 2014, se anunció que JR Bourne y Siobhan Williams fueron elegidos para aparecer de forma recurrente en la serie. Bourne interpreta a un drogadicto en recuperación y exnovio y excompañero de escritura Quinn; mientras Williams daría a vida a Lizzie, la nueva maquillista de Everlasting, quien es también la novia de Jeremy.

### Concepto y caracterización
Unreal se basa en el detrás de escena de Everlasting, un reality show de citas ficticia que funciona de manera similar a The Bachelor.  Dalene Rovenstine de Entertainment Weekly escribió, "UnREAL tiene momentos cómicos, pero también es retorcido y oscuro de una manera que esperas que no se refleje en los reality shows de la vida real." Según Noxon, la serie se basa en lo que realmente sucede en el mundo de la producción de un programa de telerrealidad. Shapiro dice: "Los espectadores quieren creer en los cuentos de hadas, y esos reality shows aprovechan esa necesidad. Nuestro programa desmantela esa necesidad." Agrega Noxon, "Pensamos que descubrir las maquinaciones entre bambalinas sería una gran historia, y queríamos hacer un comentario sobre el tipo de cultura intimidatoria de muchos reality shows." Shapiro dice del género:

Los concursantes entran y piensan que pueden vencer al juego, pero es realmente un juego imbatible (...) Eres manipulado ritualmente, encantado y editado fuera de tu control. Los espectadores piensan que los concursantes sabían para qué se habían registrado. Pero no pudieron haberlo hecho. No hay forma.

Escribiendo para Associated Press, Frazier Moore describió la dinámica del programa:

UnREAL vive en el mundo subterráneo fuera de la cámara de un concurso de citas (...) donde un guapo soltero debe elegir entre un grupo de mujeres ardientes y llenas de esperanza cada una de ellas para una boda de cuento de hadas (...) El proceso de producción semana a semana es cualquier cosa menos romántico. Por el contrario, es un juego insensible de intimidación e ilusión cuyo único objetivo son las narraciones escandalosas. Ese proceso de seducción está liderado por la productora ejecutiva, Quinn King (...) una titiritera decidida cuya principal secuaz es Rachel Goldberg (...) una joven productora cuya tarea es engatusar, temer y jugar sobre las debilidades de los participantes del programa para obtener el metraje que Quinn exige.

Jon Caramanica de The New York Times llamó a Quinn y Rachel "arquitectas de la destrucción, aparentemente de la gente frente a la cámara, pero en realidad de sí mismas." Moore señaló que, a pesar de las expectativas de los concursantes, "el juego es fijo y la premisa de emparejamiento es solo un pretexto (...) [los concursantes] son peones en el juego de ajedrez de Everlasting, con Quinn, en su control maestro con paneles de video, pronunciando qué concursante es la mala, quién es la más ardiente, cuáles son las aburridas y quiénes deben ser rechazadas." Al apreciar los "instintos asesinos" y las habilidades de manipulación de Rachel, Quinn también "juega con las muchas debilidades de Rachel para mantenerla en línea".

## Recepción

### Temporada 1
La primera temporada de Unreal ha recibido la aclamación de la crítica. Merrill Barr de Forbes lo llamó "uno de los mejores espectáculos nuevos del verano porque abarca la locura que presenta en la pantalla". Dalene Rovenstine de Entertainment Weekly escribió, "Si amas a The Bachelor, te va a gustar UnREAL. Si odias The Bachelor, te va a gustar UnREAL." Jon Caramanica of The New York Times calificó a Unreal de "mordaz e implacablemente triste" y de "un estudio cercano y a veces frustrante sobre mujeres que destrozan a otras mujeres". En diciembre de 2015, Jeff Jensen de Entertainment Weekly nombró a Unreal como uno de sus "10 mejores shows nuevos de 2015".
En Rotten Tomatoes, tiene una calificación de aprobación del 98%, sobre la base de 41 reseñas, con una calificación promedio de  8.4/10. El consenso del sitio afirma: "The revealing and thought-provoking UnREAL uses reality TV as a suitably soapy springboard for absorbing drama." En Metacritic, la serie tiene un puntaje de 78 sobre 100, lo que indica "reseñas generalmente favorables."
En mayo de 2015, Unreal fue uno de los cinco galardonados en la categoría de la Nueva Serie más emocionante en los 5th Critics' Choice Television Awards.

### Temporada 2
La segunda temporada recibió la aclamación de los críticos. En Metacritic, la temporada tiene un puntaje de 87 de 100, lo que indica "aclamación universal". En Rotten Tomatoes, tiene una calificación de aprobación del 87%, sobre la base de 38 reseñas, con una calificación promedio de 8.6/10. El consenso del sitio afirma: "UnREAL es más inteligente, más desvergonzado y más seguro y emocionante en su segunda temporada."